# Jemaine Clement
Jemaine Atea Mahana Clement (Masterton, 10 januari 1974) is een Nieuw-Zeelands muzikant, acteur, regisseur en schrijver.

## Leven
Clement bracht zijn jeugdjaren door in de regio Wairarapa in Nieuw-Zeeland en beschrijft zichzelf als "half Māori, half Europees".
Clement staat bekend als een van de twee leden van de komedieband Flight of the Conchords. Deze band vormde hij samen met Bret McKenzie aan de Universiteit van Victoria. De band toerde internationaal en bracht vier cd's uit: Folk the World Tour (2002), The Distant Future EP (2007), Flight of the Conchords (2008) en I Told You I Was Freaky (2009).
Van 2007 tot 2009 speelde Clement in de HBO-komedieserie Flight of the Conchords, waarin het fictieve leven van het Nieuw-Zeelandse-folkduo in New York wordt beschreven. Als acteur, scenarist en zanger werd hij vervolgens onderscheiden met vier Emmy-nominaties.
In 2011 speelde hij de antagonist Nigel in de film Rio en in 2012 Boris the Animal in Men in Black III. In 2016 was hij de stemacteur van de krab Tamatoa in Vaiana. Hij baseerde de stem hiervoor op die van David Bowie.

## Filmografie
| Jaar      | Titel                             | Rol                      | Opmerking                                   |
| --------- | --------------------------------- | ------------------------ | ------------------------------------------- |
| 1995      | Blood Suckers                     | vampier                  |                                             |
| 1999      | Fizz                              | achtervolgde man         | korte film                                  |
| 2002      | Tongan Ninja                      | vechter (Marvin)         | tevens schrijver                            |
| 2004      | Futile Attraction                 | auteur                   |                                             |
| 2007      | Eagle vs Shark                    | Jared                    |                                             |
| 2009      | Gentlemen Broncos                 | Ronald Chevalier         | genomineerde rol                            |
| 2009      | Diagnosis: Death                  | Garfield Olyphant        |                                             |
| 2010      | Despicable Me                     | Jerry the Minion         | stemacteur                                  |
| 2010      | Predicament                       | Spook                    |                                             |
| 2010      | Dinner for Schmucks               | Kieran Vollard           |                                             |
| 2010      | The Simpsons                      | Ethan                    | stemacteur                                  |
| 2011      | Rio                               | Nigel                    | stemacteur, genomineerde rol                |
| 2012      | Men in Black III                  | Boris the Animal         | genomineerde rol                            |
| 2014      | What We Do in the Shadows         | Vladislav                | tevens schrijver, regisseur en co-producent |
| 2014      | Muppets Most Wanted               | Prison King              |                                             |
| 2014      | Rio 2                             | Nigel                    | stemacteur                                  |
| 2015      | Don Verdean                       | Boaz                     |                                             |
| 2015      | People, Places, Things            | Will                     |                                             |
| 2016      | The BFG                           | The Fleshlumpeater       | motion capture                              |
| 2016      | Moana                             | Tamatoa                  | stemacteur                                  |
| 2016-2019 | Milo Murphy's Law                 | Dr. Zone / Orton Mahlson | stemacteur                                  |
| 2017      | The Lego Batman Movie             | Sauron                   | stemacteur                                  |
| 2017      | Brad's Status                     | Billy Wearsiter          |                                             |
| 2017      | Humor Me                          | Nate                     |                                             |
| 2017      | Wrecked                           | Luther                   | televisieserie (3 afl.)                     |
| 2017      | Brad's Status                     | Billy Wearslter          |                                             |
| 2018      | An Evening with Beverly Luff Linn | Colin Keith Threadener   |                                             |
| 2018      | The Breaker Upperers              | Tinder date              |                                             |
| 2018      | Legion                            | Oliver Bird              | televisieserie (16 afl.)                    |
| 2018      | The Festival                      | Robin                    |                                             |
| 2019      | De Patrick                        | Dustin Apollo            |                                             |
| 2020      | Steven Universe Future            | Kerry Moonbeam           | stemacteur                                  |
| 2022      | DC League of Super-Pets           | Arthur Curry / Aquaman   | stemacteur                                  |
| 2022      | Avatar: The Way of Water          | Dr. Ian Garvin           |                                             |
| 2023      | The Moon Is Upside Down           | MacIntosh                |                                             |
| 2024      | Thelma the Unicorn                | Vic Diamond              | stemacteur                                  |
| 2024      | Harold and the Purple Crayon      | Gary Natwick             |                                             |
| 2024      | Moana 2                           | Tamatoa                  | stemacteur in post-credit scene             |